# 케이 E. 쿠터
케이 E. 쿠터(Kay E. Kuter, 1925년 4월 25일 ~ 2003년 11월 12일)는 미국의 배우, 텔레비전 배우, 성우이다.
로스앤젤레스에서 태어났으며 버뱅크에서 사망하였다. 포리스트 론 메모리얼 파크에 매장되었다.

## 영화
- 포비든 워리어 (2004년)
- 할리우드 게임 (2001년)
- 인어 공주 2 (2000년)
- 하나벨의 소원 (1997년)
- 청춘 해부학 (1989년)
- 워락 (1989년)
- SOS 해상 구조대 (1989년)
- 최후의 스타화이터 (1984년) - 엔두란 역
- 살인을 위한 시간 (1967년)
- 제시 제임스 스토리 (1957년)
- 두더지 인간 (1956년)
- 딜론 보안관 (1955년)
- 아가씨와 건달들 (1955년)
- 사브리나 (1954년)